# Sveriges riksdags historia
Ursprungligen förekom inte i Sverige några riksmöten för hela folket utan de allra mäktigaste männen möttes på ting för att besluta i gemensamma angelägenheter.
Ett riksmöte uppstod ur rådsmötena och deras utvidgning herredagen, i det att till denna, som bestod av det högre prästerskapet och det världsliga frälset, även kallades ombud för köpstadsmän och bönder. En dylik kallelse finns bevarad från 1359, men den har antagligen inte lett till någon påföljd, kanske aldrig ens utfärdats. 1435 har det hållits ett möte, Arboga möte, som har kallats för den första riksdagen men det är knappast troligt att representanter för bönderna medverkade. Dessa herredagsmötena kallades emellertid ännu inte riksdagar, utan vanligen herredagar; först från mitten av 1500-talet (första genom urkund bestyrkta gång 1544) började de (antagligen efter tyskt mönster) betecknas med det namn: riksdag, som sedan använts för att skilja dem från egentliga herredagar, utskottsmöten och provinsialmöten.